# Сале (Италия)
Сале (итал. Sale) — коммуна в Италии, располагается в регионе Пьемонт, в провинции Алессандрия.
Население составляет 4269 человек (2008 г.), плотность населения составляет 95 чел./км². Занимает площадь 45 км². Почтовый индекс — 15045. Телефонный код — 0131.
Покровительницей коммуны почитается святая Анна, празднование 26 июля.

## Демография
Динамика населения:

## Администрация коммуны
- Официальный сайт: http://www.comune.sale.al.it/